# Ileana Cotrubaș
Ileana Cotrubaș  (née le 9 juin 1939 à Galați) est une soprano roumaine, particulièrement admirée pour la beauté de sa voix et sa sensibilité.

## Biographie
Elle étudie au Conservatoire de Bucarest avec Constantin Stroesco, et débute à l'Opéra de Bucarest en 1964, dans le petit rôle d'Yniold dans Pelléas et Mélisande. Cette même année, elle gagna le prix Georges Enesco.
En 1965, elle remporte à Bois-le-Duc, aux Pays-Bas, plusieurs premiers prix d'opéra, lieder et oratorio. L'année suivante, elle gagne un concours radio-télévision à Munich. 
Elle entame une carrière internationale avec un début à La Monnaie de Bruxelles durant la même année 1966. Suivent alors le Festival de Salzbourg en 1967, le Festival de Glyndebourne en 1969, l'Opéra d'État de Vienne en 1970, le Royal Opera House de Londres en 1971, le Palais Garnier à Paris en 1973, La Scala de Milan en 1974, le Metropolitan Opera de New York en 1977, puis Chicago, Berlin, etc.
Particulièrement admirée dans les rôles de Mozart, tels Constance, Pamina, Susanna, Despina, elle s'impose également dans le répertoire français et italien, notamment Bénédict dans Béatrice et Bénédict de Berlioz, Micaela dans Carmen, Manon, Mélisande, Violetta - dont une célèbre série de représentations à l'opéra de Munich sous la direction de Carlos Kleiber, Mimi, et bien d'autres. Sa Tatiana dans Eugène Onéguine était très admirée également. De plus, elle a une belle présence sur scène.
Elle consacre aussi une part importante de sa carrière aux récitals de mélodies (Debussy, Fauré, Ravel, Poulenc) et à l'oratorio.
Interprète sensible, d'une parfaite technique, elle emploie toujours sa voix avec goût et intelligence. Sa facilité à chanter dans des langues aussi différentes que le russe, l'allemand, l'italien et le français, avec une excellente prononciation et un phrasé raffiné et sa musicalité font merveille dans les divers répertoires abordés.
Retirée de scène en 1990, elle se consacre à l'enseignement.

## Sources
- Alain Pâris (dir.), Le Nouveau Dictionnaire des interprètes, Paris, Laffont, coll. « Bouquins », 2015 (1re éd. 2004), 1366 p. (ISBN 978-2-221-14576-0, OCLC 908685632), p. 204